# Jan Ove Pedersen
Jan Ove Pedersen (ur. 12 listopada 1968 w Oslo) – norweski piłkarz występujący na pozycji pomocnika. Trener piłkarski.

## Kariera klubowa
Pedersen karierę rozpoczynał w 1987 roku w pierwszoligowym Lillestrøm SK. W sezonie 1989 wywalczył z zespołem mistrzostwo Norwegii, a w sezonach 1988 oraz 1994 wicemistrzostwo Norwegii. W sezonie 1992 dotarł z nim zaś do finału Pucharu Norwegii. W 1996 roku odszedł do klubu SK Brann. W sezonie 1997 wywalczył z nim wicemistrzostwo Norwegii. Następnie przeszedł na wypożyczenie do angielskiego czwartoligowca, Hartlepool United. Przed sezonem 1998 ligi norweskiej wrócił jednak do Brann. W sezonie 1999 osiągnął z nim finał Pucharu Norwegii.
W 1999 roku Pedersen został graczem austriackiego SW Bregenz. W Bundeslidze zadebiutował 27 listopada 1999 w przegranym 1:4 meczu z Austrią Salzburg. W Bregenz występował przez 6 lat, a potem, w 2005 roku zakończył karierę.

## Kariera reprezentacyjna
W reprezentacji Norwegii Pedersen zadebiutował 6 czerwca 1990 w przegranym 1:2 towarzyskim meczu z Danią. 11 sierpnia 1993 w wygranym 7:0 towarzyskim pojedynku z Wyspami Owczymi strzelił swojego jedynego gola w kadrze. W latach 1990–1994 w drużynie narodowej rozegrał 15 spotkań.